# Italochrysa pittawayi
Italochrysa pittawayi är en insektsart som beskrevs av Hölzel 1988. Italochrysa pittawayi ingår i släktet Italochrysa och familjen guldögonsländor. Inga underarter finns listade i Catalogue of Life.